# ARKONA (FüWES)

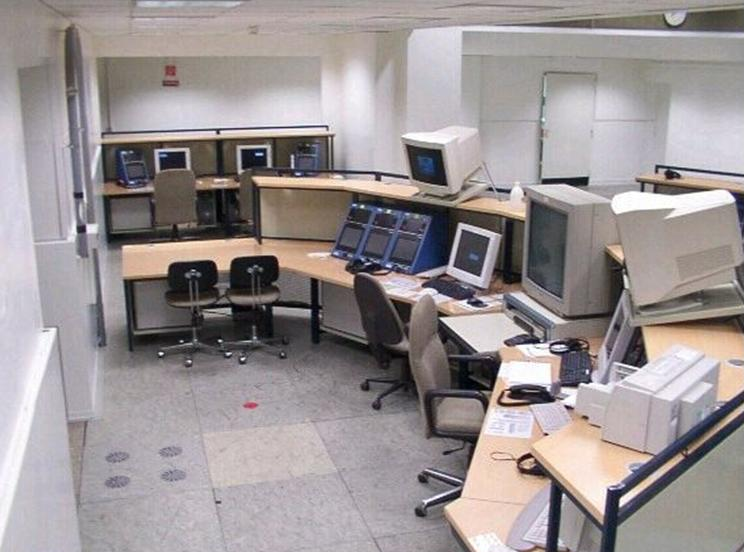
ARKONA (FüWES) im ehemaligen Control and Reporting Center Brockzetel der Deutschen Luftwaffe, 2010

ARKONA (Originalbezeichnung der NVA: Automatisierte Radar Kontroll- und Navigationsanlage) ist ein Führungs- und Waffeneinsatzsystem der deutschen Luftwaffe.

## Definition
ARKONA war nach NATO-Verständnis ein Situation Awareness / Recognized Air Picture (RAP) System der NVA, das durch die Deutsche Luftwaffe übernommen und im Sinne Luftlagedarstellung, Waffeneinsatz und Gefechtsführung angepasst, ausgeformt und fortgeschrieben wurde.
Heute ist ARKONA ein Führungs- und Waffeneinsatzsystem (FüWES) mit RAP-Primärfunktion im EinsFüDstLw, das in den stationären Control and Reporting Centres (CRC) bis 2010 operationell genutzt wurde und in verlegefähigem Einsatz sowie durch Drittnutzer weiterhin verwendet werden kann.

## Geschichte
ARKONA wurde im Auftrag des Kommandos LSK/LV der NVA der DDR als Rüstungsvorhaben entwickelt, beschafft und genutzt. Für das Gesamtvorhaben zeichnete der damalige Chef Funktechnische Truppen, GenMaj M. Merkel verantwortlich. Es war ausschließlich für die NVA-Luftstreitkräfte/Luftverteidigung bestimmt und wurde in den Führungsstellen, nach heutigem Verständnis CRC/CRP, genutzt. Gemäß Sprachgebrauch NVA war es Teil des „Automatisierten Informationssystems der Luftstreitkräfte mit alphanumerischer Bildschirmein- und -ausgabe“. Systemdesign, Softwareentwicklung sowie Softwarepflege und Softwareänderung (SWPÄ) erfolgten maßgeblich durch Offiziere der Funktechnischen Truppen, die speziell zu diesem Zweck zu einem Entwicklungsteam zusammengefasst und freigestellt waren. Mit der letzten Softwareversion verfügte die NVA, nach eigenem Verständnis, über ein vom damaligen östlichen Gefechtsführungssystem Almas co-primary Produkt. ARKONA hatte entscheidende Vorteile (z. B. Vertraulichkeit, Verfügbarkeit etc.) gegenüber Almas. Es bildete eine durchgänge digitale Bearbeitung vom Radargerät bis zur operativen Führungsebene in Echtzeit ab.
Anmerkung (ru/de: Originalbezeichnung Алмаз/Almas): Алмаз — АСУ КП объединений и ЦКП Войск ПВО, deutsche Übersetzung: Automatisiertes Führungssystem GS Division und ZGS der Truppen der Luftverteidigung.

### Vorteile ARKONA
Trotz einiger Kompatibilitätsprobleme zum Integrated Air Defence System der NATO – ARKONA bot kein vollwertiges Backup im Sinne Waffeneinsatz / Gefechtsführung – war die Grundidee erhaltenswert. Die insgesamt positive Gesamtbewertung der ARKONA IT-Architektur beförderte letztendlich die Entscheidungsgrundlage zur Übernahme in die Bundeswehr.

## Übernahme und Nutzung in der Bundeswehr
Nach Übernahme von ARKONA durch die Bundeswehr erfolgte die Nachfertigung der Systemdokumentation (einschließlich IT-Sicherheitskonzept) als ordentliches Rüstungsvorhaben. Im Weiteren wurde das Produkt zum FüWES ausgeformt. Seither ist es in die Organisationsstruktur der Luftwaffe eingebettet. Die Nutzung erfolgte vornehmlich in den stationären CRCs der Einsatzführungsbereiche und im verlegefähigen Einsatz, aber auch durch sogenannte Drittnutzer (z. B. BOS) nach Zustimmung des zuständigen Nutzungsleiters. 

### Funktionalität heute
ARKONA ist ein autarkes System mit Schnittstellen zu anderen IT-Architekturen. Systemintern wird aus Sensordaten, die über taktische Datenlinks (z. B. Link 1) eingespielt werden, ein RAP generiert, verteilt und darstellt. Zur Waffeneinsatzunterstützung sind verschiedene Koordinatensysteme darstellbar und „on-the-fly“ änderbar. „Bull’s-eye Control“ ist möglich und „Vector Assistance“ ist verfügbar. Zudem kann ARKONA Daten unterschiedlicher Sensoren mit verschiedenen Datenformaten aufnehmen, verarbeiten und darstellen. Die jeweiligen CRC-Einsatzszenarien sowie die unterschiedlichen Aufgaben und Rollen sind durch explizit definierte Arbeitsplatzmodi realisierbar, wobei die Hardwareausstattung unverändert beibehalten werden kann. Die Aufbereitung korrelierter Flugplandaten erfolgte bis 2005 mit Unterstützung ADMAR 2000 und später CIMACT.

### Leistungsmerkmale
Die Leistungsfähigkeit des FüWES ARKONA ist durch folgende Daten belegbar:
- Kompatibilität zum NATO-Datenlinkstandard Link 1 und Interoperabilität zur NATO-Luftverteidigung
- Maximale Zielobergrenze der zu bearbeitenden Flugziele = 3000 Flugziele (Tracks)
- Direktanbindung von maximal 255 Radarsensoren
- Empfang von Radardaten über das militärische Radardatennetz (MilRADNET) und das Radardatennetz (RADNET) der DFS
- Konvertierung beliebiger proprietärer Radardatenformate zum ASTERIX-Datenstandard
- Link-1-Datenaustausch mit bis zu 16 Führungsstellen der LV
- Datenkommunikation über IJIMS (Interim JTIDS Message Specification/Standard) mit AWACS
- Luftlagesimulation für Ausbildung und Training bis hin zur Teilnahme an LV-Übungen der NATO
- LAN-Datenkommunikation über TCP/IP und UDP/IP

Anmerkung:
ARKONA verarbeitet die ASTERIX-Kategorien CAT001, 002, 034, 048 und 150, die über das zivile RADNET der DFS verfügbar sind.

### Hardware Software
ARKONA ist auf marktverfügbarer handelsüblicher Hardware (COTS) lauffähig, die spezifischen technischen Mindestanforderungen genügt. Bis auf wenige Anwendungsfälle werden PC der X86-Klasse empfohlen. 
Als IT zur Datenversorgung genügt ebenfalls handelsüblich Hardware. Als Betriebssoftware wird Microsoft Windows verwendet. Die Softwarepflege- und Änderung (SWPÄ) der proprietären Software erfolgte luftwaffenintern durch das Waffensystemunterstützungszentrum der Luftwaffe (TE: Systemunterstützungszentrum für die Führungsdienste der Luftwaffe (SysUstgZ FüDstLw) in Erndtebrück).
Die einstigen Vorteile (Abstützung auf Windows, Nutzbarkeit auf COTS-Hardware) wirkten sich Ende der 1990er Jahre zunehmend nachteilig aus. Durch die relativ kurzen Zeitintervalle der Markteinführung immer komplexerer Windows Softwareversionen, den zunehmenden Änderungsbedarf der Hardwarekonfiguration und latente IT-Sicherheitsrisiken wurde letztendlich die Beschaffung des Nachfolgeprodukts GIADS (German Improved Air Defence System) zwingend erforderlich.

### Nutzungsleitung
Das Luftwaffenamt, später das Materialkommando der Luftwaffe und letztlich das Waffensystemkommando der Luftwaffe, waren für die ARKONA Nutzungsleitung verantwortlich. Dort erfolgten auch Obsoleszenzmanagement, Konfigurationskontrolle und SWPÄ-Beauftragung.

## Ende der Nutzung
Mit Schließung des letzten ARKONA-CRC Brockzettel im Dezember 2010 wurde die stationäre Nutzung als FüWES eingefroren. Für verbleibende Restbedarfe soll ARKONA im Zusammenhang mit DASDIPS, solange noch Möglichkeiten zur logistischen Versorgung bestehen, weiter verwendet werden. Das ist auch zutreffend für Drittnutzer. Insbesondere besteht unvermindert Bedarf bezüglich ausgewählter Funktionalitäten wie beispielsweise: 
- Schnittstellenfunktion / Datenaustausch über Taktische Datenlinks
- Absicherung IT-Sicherheitsgefälle „high-to-low“ über BSI zertifiziertes Security Gateway (ASGW - Advanced Security Gateway)
- ASTERIX Konvertierung proprietärer Radar Datenformate (RACO - Radar Data Converter)
- Mode S Verarbeitung / Darstellung

Anmerkung:
Als „DASDIPS“ werden verlegefähigen Systeme im Einsatzführungsdienst der Luftwaffe (EinsFüDstLw) bezeichnet. Hauptsächlich handelt es sich hierbei um die ARKONA Luftlagedarstellungskomponente, die verbliebenen Bodenfunkstellen Flugfunkdienst (R-863, Flugfunk Ost / Originalbezeichnung: „Бекас P-863M“) und ggf. CSI (CRC/SAM Interface) Gerät. DASDIPS wird vor allem bei Kleinvorhaben (z. B. Amtshilfe für Polizei etc.) mit Schwerpunkt Luftlagedarstellung und Schnittstellenfunktion eingesetzt und dient der Verbesserung des örtlichen, regionalen und überregionalen Situationsbewusstseins.
Gegenwärtig wird das Nachfolgeprodukt GIADS in den stationären CRCs und im Deployable CRC operationell genutzt.